# Bettino Ricasoli (destroyer)
Pour les articles homonymes, voir Ricasoli.
Le Bettino Ricasoli (fanion « RI ») était un destroyer italien de la classe Sella lancé en 1926 pour la Marine royale italienne (en italien : Regia Marina).

## Conception et description
Les destroyers de la classe Sella étaient des versions agrandies et améliorées des classes précédentes Palestro et Curtatone. Ils avaient une longueur totale de 84,9 mètres, une largeur de 8,6 mètres et un tirant d'eau de 2,7 mètres. Ils déplaçaient 970 tonnes à charge normale, et 1 480 tonnes métriques à pleine charge. Leur effectif était de 8 à 9 officiers et de 144 sous-officiers et marins.
Les Sella étaient propulsés par deux turbines à vapeur à engrenages Parsons , chacune entraînant un arbre d'hélice et utilisant la vapeur fournie par trois chaudières Thornycroft. La puissance nominale des turbines était de 36 000 chevaux-vapeur (27 000 kW) pour une vitesse de 33 nœuds (61 km/h) en service, bien que les navires aient atteint des vitesses supérieures à 37 nœuds (69 km/h) lors de leurs essais en mer alors qu'ils étaient légèrement chargés. Ils transportaient suffisamment de fuel pour avoir une autonomie de 3 600 milles nautiques (6 700 km) à une vitesse de 14 nœuds (26 km/h).
Leur batterie principale était composée de trois canons de 120 millimètres dans une tourelle à deux canons à l'arrière de la superstructure et une tourelle à un canon à l'avant. La défense antiaérienne (AA) des navires de la classe Sella était assurée par une paire de canons AA de 40 millimètres "pom-pom" dans des supports simples au milieu du navire et une paire de mitrailleuses Breda Model 1931 de 13,2 millimètres. Ils étaient équipés de quatre tubes lance-torpilles de 533 millimètres (21 pouces) dans deux supports jumelés au milieu du navire.  Les Sella pouvaient également transporter 32 mines.

## Construction et mise en service
Le Bettino Ricasoli est construit par le chantier naval Cantieri Navali Pattison à Naples en Italie, et mis sur cale en 1925. Il est lancé le 29 janvier 1926 et est achevé et mis en service le 4 octobre 1926. Il est commissionné le même jour dans la Regia Marina.

## Nom
Le navire tire son nom de Bettino Ricasoli, patriote et homme d'État italien du royaume d'Italie.

## Histoire du service
En 1928, le Ricasoli est modifié avec l'installation d'ailes antiroulis et de ballast et avec des renforcements des superstructure. Il subit d'autres rénovations en 1929.
Il est commandé par le capitaine de corvette (capitano di corvetta) Aimone di Savoia-Aosta (1900-1948).
En décembre 1939, une commission suédoise se rend en Italie pour évaluer l'achat de quelques unités italiennes: la décision tombe sur les torpilleurs Spica et Astore et sur le destroyer Ricasoli  et son navire-jumeau (sister ship) Nicotera. Après son achat par la marine royale suédoise, le Ricasoli reçoit le nouveau nom de HMS Puke, en l'honneur de l'amiral Johan af Puke (1751-1816). Le Nicotera devient le HMS Psilander, tandis que le Spica et le Astore prennent respectivement les noms de HMS Romulus et HMS Remus.
Le 14 avril 1940, les quatre unités naviguent de La Spezia à Naples et commencent ensuite la navigation de transfert vers la Suède, mais lorsque, le 18, en quittant Naples, le HMS Puke et le HMS Psilander entrent en collision, se causant mutuellement divers dommages. Ils doivent faire route vers Carthagène en Espagne, où ils arrivent le 23 avril.
Après les réparations, les navires continuent leur voyage et le 19 juin ils arrivent, avec le navire auxiliaire Patrica (ex-Italien Patris II) à Skaalefjord, dans les îles Féroé, où ils sont arrêtés et saisis le lendemain par les destroyers britanniques HMS Tartar (F43), HMS Mashona (F59) et HMS Maori (F24). Les équipages, embarqués sur le Patrica et le pétrolier Castor, sont rapatriés en Suède le 21 juin.
Le 22 juin, la Suède a exigé la restitution des navires. Le même jour, le HMS Puke quitte le port avec le HMS Maori, mais, à la position géographique de 61° 15′ N, 6° 06′ O, il tombe en panne et doit être remorqué par le navire auxiliaire Kingston Peridot. Après une collision entre le HMS Puke et le remorqueur Saucy, qui tente de l'aider, il est pris en remorque par le HMS Maori, puis par le remorqueur Buccaneer, qui le remorque jusqu'à Scapa Flow. Le 25 juin, il peut quitter la base britannique avec le HMS Remus et, sous l'escorte du destroyer britannique HMS Bedouin (F67), il se dirige vers Kirkwall où il arrive le 30.
Le 2 juillet, les navires reviennent aux mains des Suédois et trois jours plus tard, ils quittent Kirkwall et le 10 juillet, malgré une attaque aérienne accidentelle par des avions du 18e groupe du commandement côtier (18° Group Coastal Command), ils arrivent à Göteborg, entrant en service dans la marine suédoise.
Cependant, le HMS Puke s'avère peu navigable et instable, nécessitant des modifications.
Entre 1941 et 1942, l'[armement] est modifié: l'armement antiaérien préexistant est remplacé par 2 canons de 40/39 mm "pom-pom" et 8 mitrailleuses jumelles Breda 37/54, et des tubes lance-torpilles de 533 mm sont embarqués à la place des tubes de 450 mm et le lanceur de  grenades sous-marines.
En raison de ses performances décevantes, il est mis en réserve entre 1943 et 1944.
Le 13 juin 1947, il est désaffecté. En 1949, il est mis au rebut à Karlskrona.